# Hermann Alfred Bendel
Hermann Alfred Bendel (* 13. April 1894 in Ravensburg; † 13. Februar 1972 in Ulm) war ein deutscher Jurist und Landrat.

## Leben
Bendels Vater war Bauwerkmeister. Er selbst besuchte das humanistische Gymnasium in Ravensburg und studierte von 1912 bis 1920 Jura in Tübingen und München. Unterbrochen war das Studium durch den Kriegsdienst im Ersten Weltkrieg. Nach dem Abschluss des Studiums war Bendel von 1920 bis 1922 Referendar in Ravensburg, anschließend dann Gerichtsassessor und Hilfsrichter am Landgericht Stuttgart. Von 1924 bis 1925 war er Gerichtsassessor und Hilfsstaatsanwalt bei der Staatsanwaltschaft Ravensburg, bevor er sich 1925 als freiberuflicher Rechtsanwalt in Ravensburg niederließ. Von 1929 bis 1933 war Bendel Gemeinderat in Ravensburg, er gehörte dem Zentrum an. Nach dem Krieg wurde er 1945 kommissarischer Landrat im Landkreis Ravensburg, bevor er 1947 als Präsident ans Landgericht Tübingen ging. 1949 wechselte er – ebenfalls als Präsident – ans Landgericht Ravensburg. Von 1946 bis 1951 war er Verbandsvorsitzender der Oberschwäbischen Elektrizitätswerke. Am 22. Juni 1955 wurde er mit 72 von 80 Stimmen vom Landtag von Baden-Württemberg zum stellvertretenden Richter am Staatsgerichtshof für das Land Baden-Württemberg gewählt. Er amtierte bis 1964.
Bendel war im Schwäbischen Sängerbund und im Liederkranz Ravensburg aktiv. Er war Mitglied der katholischen Studentenverbindungen KStV Alamannia Tübingen und KStV Ottonia München.

## Auszeichnungen
1960 wurde Hermann Bendel mit dem Großen Bundesverdienstkreuz ausgezeichnet.